# Sportverein Darmstadt 1898 2006-2007
Questa voce raccoglie le informazioni riguardanti lo Sportverein Darmstadt 1898 nelle competizioni ufficiali della stagione 2006-2007.

## Stagione
Nella stagione 2006-2007 il Darmstadt, allenato da Gino Lettieri e Gerhard Kleppinger, concluse il campionato di Regionalliga sud al 16º posto e fu retrocesso in Oberliga. In Coppa di Germania il Darmstadt fu eliminato al primo turno dal Hertha Berlino.

## Rosa
| N. |                       | Ruolo | Calciatore       |
| -- | --------------------- | ----- | ---------------- |
| 1  | Germania (bandiera)   | P     | Bastian Becker   |
| 2  | Germania (bandiera)   | C     | Adrian Mahr      |
| 2  | Germania (bandiera)   | C     | Silas Rauschmayr |
| 3  | Germania (bandiera)   | D     | Achim Pfuderer   |
| 4  | Germania (bandiera)   | D     | Stephan Hanke    |
| 5  | Nigeria (bandiera)    | D     | Adiele Echendu   |
| 6  | Germania (bandiera)   | C     | Stefan Leitl     |
| 7  | Germania (bandiera)   | C     | Alberto Méndez   |
| 8  | Serbia (bandiera)     | C     | Živojin Juškić   |
| 9  | Portogallo (bandiera) | C     | Sebastiao        |
| 10 | Germania (bandiera)   | A     | Bertrand Bingana |
| 11 | Germania (bandiera)   | A     | Nico Beigang     |
| 13 | Germania (bandiera)   | A     | Markus Beierle   |
| 14 | Germania (bandiera)   | D     | Patrick Kaesberg |

| N. |                       | Ruolo | Calciatore           |
| -- | --------------------- | ----- | -------------------- |
| 16 | Germania (bandiera)   | D     | Marcus Mann          |
| 17 | Germania (bandiera)   | D     | Alexander Konjevic   |
| 18 | Germania (bandiera)   | D     | Christian Wiesner    |
| 19 | Germania (bandiera)   | D     | Christian Eckerlin   |
| 19 | Germania (bandiera)   | D     | Peter Endres         |
| 20 | Albania (bandiera)    | D     | Mërgim Mavraj        |
| 23 | Germania (bandiera)   | P     | Sven Schmitt         |
| 25 | Germania (bandiera)   | P     | Jörg Staniczek       |
| 27 | Slovacchia (bandiera) | D     | Richard Hasa         |
| 33 | Germania (bandiera)   | D     | Christian Remmers    |
| 39 | Germania (bandiera)   | C     | Alvano Kröh          |
|    | Germania (bandiera)   | D     | Gerrit Bürk          |
|    | Germania (bandiera)   | D     | Pascal Pellowski     |
|    | Portogallo (bandiera) | A     | Manuel Do Vale Lopez |

## Organigramma societario
Area tecnica
- Allenatore: Gerhard Kleppinger
- Allenatore in seconda: Richard Hasa
- Preparatore dei portieri: Ferenc Rott
- Preparatori atletici:
- Analisi video:

## Calciomercato

### Sessione estiva
| Acquisti | Acquisti           | Acquisti        | Acquisti |
| R.       | Nome               | da              | Modalità |
| -------- | ------------------ | --------------- | -------- |
| D        | Adiele Echendu     | Saarbrücken     |          |
| A        | Andreas Fischer    | Unterhaching    |          |
| A        | Alexander Geiger   | Bayreuth        |          |
| D        | Stephan Hanke      | Rot-Weiß Erfurt |          |
| D        | Patrick Kaesberg   | Delbrücker      |          |
| D        | Alexander Konjevic | Bayreuth        |          |
| D        | Marcus Mann        | Karlsruhe       |          |
| C        | Alberto Méndez     | Bayreuth        |          |
| D        | Achim Pfuderer     | Elversberg      |          |
| A        | Mikheil Sajaia     | Bayreuth        |          |
| P        | Sven Schmitt       | Eschborn        |          |
| C        | Sebastiao          | Bayreuth        |          |
| D        | Christian Wiesner  | Bayreuth        |          |

| Cessioni | Cessioni         | Cessioni            | Cessioni |
| R.       | Nome             | a                   | Modalità |
| -------- | ---------------- | ------------------- | -------- |
| C        | Nduka Anyanwu    | Oggersheim          |          |
| D        | Christian Beisel | Sandhausen          |          |
| C        | Manuel Bölstler  | Wuppertal           |          |
| A        | Matias Cenci     | Wehen Wiesbaden     |          |
| D        | Dennis Grassow   | Jahn Ratisbona      |          |
| C        | Ivo Iličević     | Bochum              |          |
| D        | Benjamin Kern    | Augusta             |          |
| C        | Thomas Ollhoff   | Lubecca             |          |
| P        | Thomas Richter   | Siegen              |          |
| A        | Nazir Saridogan  | FSV Francoforte     |          |
| D        | Dilaver Satilmis | Wacker Burghausen   |          |
| D        | Abdoul Thiam     | TeBe Berlino        |          |
| C        | Dirk Wolf        | Germania Ober-Roden |          |

### Sessione invernale
| Acquisti | Acquisti         | Acquisti          | Acquisti |
| R.       | Nome             | da                | Modalità |
| -------- | ---------------- | ----------------- | -------- |
| A        | Bertrand Bingana | Wehen Wiesbaden   |          |
| D        | Peter Endres     | Kaiserslautern II |          |

| Cessioni | Cessioni         | Cessioni       | Cessioni |
| R.       | Nome             | a              | Modalità |
| -------- | ---------------- | -------------- | -------- |
| A        | Mikheil Sajaia   | Reutlingen     |          |
| A        | Andreas Fischer  | Ismaning       |          |
| A        | Alexander Geiger | TSV Crailsheim |          |

## Risultati

### Regionalliga

#### Girone di andata
| Arbitro: | Brych |

|  |           |          |
|  | Marcatori | 63’ Hagg |

| Arbitro: | Kempter |

|  |           |                  |
|  | Marcatori | 68’ (rig.) Leitl |

| Arbitro: | Schalk |

|                         |           |            |
| Echendu 45’ Fischer 90’ | Marcatori | 15’ Bogusz |

| Arbitro: | Hartmann |

|               |           |               |
| Aybar 7’, 90’ | Marcatori | 34’ Sebastiao |

| Arbitro: | Leicher |

|            |           |                     |
| Méndez 45’ | Marcatori | 55’ Reich 88’ Burch |

| Arbitro: | Stark |

|                                   |           |  |
| Hartmann 77’ Okpala 86’ Tucci 90’ | Marcatori |  |

| Arbitro: | Kempter |

|           |           |                                |
| Leitl 49’ | Marcatori | 60’ (rig.) Amstätter 85’ Catic |

| Arbitro: | Wenkel |

|                       |           |  |
| Cholevas 22’ Fink 74’ | Marcatori |  |

| Arbitro: | Welz |

|                       |           |           |
| Geiger 19’ Méndez 49’ | Marcatori | 51’ Bauer |

| Arbitro: | Achmüller |

|                                    |           |                      |
| Copado 7’, 70’ Teber 52’ Mayer 81’ | Marcatori | 38’ (rig.), 49’ Mann |

| Arbitro: | Schmidt |

|             |           |                            |
| Beierle 15’ | Marcatori | 47’, 74’ Nagorny 61’ Iyodo |

| Aalen 22 novembre 2006, ore 19:00 CET 12ª giornata | Aalen  | 0 – 0 referto | Darmstadt | Städtisches Waldstadion (1 769 spett.)\| Arbitro: \| Schalk \| |
| Arbitro:                                           | Schalk |               |           |                                                                |

| Arbitro: | Pflaum |

|             |           |                                         |
| Fischer 15’ | Marcatori | 22’, 38’, 69’ Strobel 28’, 48’ Schröder |

| Kaiserslautern 4 novembre 2006, ore 14:30 CET 14ª giornata | Kaiserslautern II | 0 – 0 referto | Darmstadt | Fritz-Walter-Stadion - Platz 4 (650 spett.)\| Arbitro: \| Pickel \| |
| Arbitro:                                                   | Pickel            |               |           |                                                                     |

| Arbitro: | Meyer |

|                 |           |             |
| Méndez 45’, 65’ | Marcatori | 85’ Meißner |

| Arbitro: | Sahler |

|                               |           |                      |
| Tölcseres 47’ Schlauderer 88’ | Marcatori | 3’ Beigang 45’ Leitl |

| Arbitro: | Palilla |

|                         |           |                                |
| Beigang 53’ Wiesner 76’ | Marcatori | 55’ Maierhofer 78’ Ngwat-Mahop |

#### Girone di ritorno
| Arbitro: | Greth |

|                                           |           |                           |
| Agyemang 14’, 26’, 45’ Heidinger 63’, 82’ | Marcatori | 69’ Beigang 85’ Sebastiao |

| Arbitro: | Aytekin |

|                                           |           |  |
| Beigang 11’, 84’ Méndez 20’ Sebastiao 74’ | Marcatori |  |

| Arbitro: | Christ |

|                      |           |                     |
| Pfingsten-Reddig 78’ | Marcatori | 23’ Hasa 47’ Méndez |

| Arbitro: | Drees |

|                        |           |                     |
| Sebastiao 31’ Mann 42’ | Marcatori | 66’ Janić 84’ Unger |

| Arbitro: | Kampka |

|                                 |           |             |
| Haas 38’ Weißmann 47’ Burch 90’ | Marcatori | 66’ Beigang |

| Arbitro: | Greth |

|           |           |                                   |
| Leitl 50’ | Marcatori | 75’ Tucci 78’ Bischoff 85’ Parmak |

| Arbitro: | Wagner |

|                             |           |              |
| Hollmann 39’ Cenci 77’, 80’ | Marcatori | 65’ Pfuderer |

| Arbitro: | Kinhöfer |

|          |           |  |
| Leitl 3’ | Marcatori |  |

| Arbitro: | Kristek |

|  |           |                                  |
|  | Marcatori | 35’ Hanke 47’ Beigang 90’ Méndez |

| Arbitro: | Hofmann |

|                |           |  |
| Leitl 29’, 89’ | Marcatori |  |

| Arbitro: | Aytekin |

|                          |           |  |
| Kolinger 30’ Nagorny 59’ | Marcatori |  |

| Arbitro: | Kempter |

|  |           |           |
|  | Marcatori | 9’ Christ |

| Arbitro: | Fritz |

|                                   |           |                       |
| Müller 32’ Stindl 49’ Strobel 61’ | Marcatori | 42’ Leitl 81’ Echendu |

| Arbitro: | Steinberg |

|                                  |           |  |
| Beigang 49’, 76’, 87’ Endres 61’ | Marcatori |  |

| Arbitro: | Bauer |

|          |           |                         |
| Morys 8’ | Marcatori | 45’ Beigang 82’ Beierle |

| Arbitro: | Wingenbach |

|                        |           |                     |
| Beigang 16’ Méndez 35’ | Marcatori | 32’ Keidel 90’ Fink |

| Arbitro: | Walz |

|                            |           |  |
| Kokocinski 65’ Görlitz 90’ | Marcatori |  |

### Coppa di Germania
| Arbitro: | Dingert |

|  |           |              |
|  | Marcatori | 109’ Baştürk |

## Statistiche

### Statistiche di squadra
| Competizione      | Punti | In casa | In casa | In casa | In casa | In casa | In casa | In trasferta | In trasferta | In trasferta | In trasferta | In trasferta | In trasferta | Totale | Totale | Totale | Totale | Totale | Totale | DR  |
| Competizione      | Punti | G       | V       | N       | P       | Gf      | Gs      | G            | V            | N            | P            | Gf           | Gs           | G      | V      | N      | P      | Gf     | Gs     | DR  |
| ----------------- | ----- | ------- | ------- | ------- | ------- | ------- | ------- | ------------ | ------------ | ------------ | ------------ | ------------ | ------------ | ------ | ------ | ------ | ------ | ------ | ------ | --- |
| Regionalliga sud  | 39    | 17      | 7       | 3       | 7       | 28      | 26      | 17           | 4            | 3            | 10           | 19           | 33           | 34     | 11     | 6      | 17     | 47     | 59     | -12 |
| Coppa di Germania | -     | 1       | 0       | 0       | 1       | 0       | 1       | 0            | 0            | 0            | 0            | 0            | 0            | 1      | 0      | 0      | 1      | 0      | 1      | -1  |
| Totale            | 39    | 18      | 7       | 3       | 8       | 28      | 27      | 17           | 4            | 3            | 10           | 19           | 33           | 35     | 11     | 6      | 18     | 47     | 60     | -13 |

### Andamento in campionato
| Giornata  | 1  | 2 | 3 | 4 | 5 | 6  | 7  | 8  | 9  | 10 | 11 | 12 | 13 | 14 | 15 | 16 | 17 | 18 | 19 | 20 | 21 | 22 | 23 | 24 | 25 | 26 | 27 | 28 | 29 | 30 | 31 | 32 | 33 | 34 |
| --------- | -- | - | - | - | - | -- | -- | -- | -- | -- | -- | -- | -- | -- | -- | -- | -- | -- | -- | -- | -- | -- | -- | -- | -- | -- | -- | -- | -- | -- | -- | -- | -- | -- |
| Luogo     | C  | T | C | T | C | T  | C  | T  | C  | T  | C  | T  | C  | T  | C  | T  | C  | T  | C  | T  | C  | T  | C  | T  | C  | T  | C  | T  | C  | T  | C  | T  | C  | T  |
| Risultato | P  | V | V | P | P | P  | P  | P  | V  | P  | P  | N  | P  | N  | V  | N  | N  | P  | V  | V  | N  | P  | P  | P  | V  | V  | V  | P  | P  | P  | V  | V  | N  | P  |
| Posizione | 14 | 7 | 5 | 7 | 9 | 14 | 15 | 17 | 13 | 16 | 17 | 17 | 17 | 16 | 16 | 16 | 16 | 16 | 16 | 16 | 16 | 16 | 16 | 16 | 16 | 16 | 15 | 16 | 16 | 16 | 16 | 16 | 16 | 16 |

Legenda:

Luogo: C = Casa; T = Trasferta. Risultato: V = Vittoria; N = Pareggio; P = Sconfitta.

### Statistiche dei giocatori
| Giocatore     | Regionalliga sud | Regionalliga sud | Regionalliga sud | Regionalliga sud | Coppa di Germania | Coppa di Germania | Coppa di Germania | Coppa di Germania | Totale   | Totale | Totale      | Totale     |
| Giocatore     | Presenze         | Reti             | Ammonizioni      | Espulsioni       | Presenze          | Reti              | Ammonizioni       | Espulsioni        | Presenze | Reti   | Ammonizioni | Espulsioni |
| ------------- | ---------------- | ---------------- | ---------------- | ---------------- | ----------------- | ----------------- | ----------------- | ----------------- | -------- | ------ | ----------- | ---------- |
| B. Becker     | 20               | 0                | 1                | 1                | 1                 | 0                 | 0                 | 0                 | 21       | 0      | 1           | 1          |
| M. Beierle    | 22               | 2                | 1                | 0                | 0                 | 0                 | 0                 | 0                 | 22       | 2      | 1           | 0          |
| N. Beigang    | 31               | 12               | 9                | 1                | 1                 | 0                 | 0                 | 0                 | 32       | 12     | 9           | 1          |
| B. Bingana    | 0                | 0                | 0                | 0                | 0                 | 0                 | 0                 | 0                 | 0        | 0      | 0           | 0          |
| G. Bürk       | 0                | 0                | 0                | 0                | 0                 | 0                 | 0                 | 0                 | 0        | 0      | 0           | 0          |
| A. Echendu    | 28               | 2                | 3                | 0                | 1                 | 0                 | 0                 | 0                 | 29       | 2      | 3           | 0          |
| C. Eckerlin   | 4                | 0                | 1                | 0                | 0                 | 0                 | 0                 | 0                 | 4        | 0      | 1           | 0          |
| P. Endres     | 8                | 1                | 1                | 1                | 0                 | 0                 | 0                 | 0                 | 8        | 1      | 1           | 1          |
| A. Fischer    | 9                | 2                | 0                | 0                | 0                 | 0                 | 0                 | 0                 | 9        | 2      | 0           | 0          |
| A. Geiger     | 14               | 1                | 1                | 0                | 1                 | 0                 | 0                 | 0                 | 15       | 1      | 1           | 0          |
| S. Hanke      | 26               | 1                | 6                | 0                | 1                 | 0                 | 0                 | 0                 | 27       | 1      | 6           | 0          |
| R. Hasa       | 19               | 1                | 0                | 0                | 0                 | 0                 | 0                 | 0                 | 19       | 1      | 0           | 0          |
| Ž. Juškić     | 15               | 0                | 2                | 1                | 1                 | 0                 | 0                 | 0                 | 16       | 0      | 2           | 1          |
| P. Kaesberg   | 4                | 0                | 0                | 0                | 0                 | 0                 | 0                 | 0                 | 4        | 0      | 0           | 0          |
| A. Konjevic   | 18               | 0                | 2                | 0                | 1                 | 0                 | 0                 | 0                 | 19       | 0      | 2           | 0          |
| A. Kröh       | 5                | 0                | 0                | 0                | 0                 | 0                 | 0                 | 0                 | 5        | 0      | 0           | 0          |
| S. Leitl      | 30               | 8                | 3                | 1                | 1                 | 0                 | 1                 | 0                 | 31       | 8      | 4           | 1          |
| M. Lopez      | 6                | 0                | 1                | 0                | 0                 | 0                 | 0                 | 0                 | 6        | 0      | 1           | 0          |
| A. Mahr       | 12               | 0                | 2                | 0                | 0                 | 0                 | 0                 | 0                 | 12       | 0      | 2           | 0          |
| M. Mann       | 31               | 3                | 7                | 0                | 1                 | 0                 | 0                 | 0                 | 32       | 3      | 7           | 0          |
| M. Mavraj     | 25               | 0                | 5                | 0                | 0                 | 0                 | 0                 | 0                 | 25       | 0      | 5           | 0          |
| A. Méndez     | 27               | 8                | 3                | 1                | 1                 | 0                 | 0                 | 0                 | 28       | 8      | 3           | 1          |
| P. Pellowski  | 1                | 0                | 0                | 0                | 0                 | 0                 | 0                 | 0                 | 1        | 0      | 0           | 0          |
| A. Pfuderer   | 17               | 1                | 1                | 0                | 1                 | 0                 | 1                 | 0                 | 18       | 1      | 2           | 0          |
| S. Rauschmayr | 1                | 0                | 0                | 0                | 0                 | 0                 | 0                 | 0                 | 1        | 0      | 0           | 0          |
| C. Remmers    | 14               | 0                | 0                | 1                | 0                 | 0                 | 0                 | 0                 | 14       | 0      | 0           | 1          |
| M. Sajaia     | 9                | 0                | 0                | 0                | 1                 | 0                 | 0                 | 0                 | 10       | 0      | 0           | 0          |
| S. Schmitt    | 14               | 0                | 0                | 0                | 0                 | 0                 | 0                 | 0                 | 14       | 0      | 0           | 0          |
| S. Sebastiao  | 31               | 4                | 8                | 0                | 1                 | 0                 | 0                 | 0                 | 32       | 4      | 8           | 0          |
| J. Staniczek  | 0                | 0                | 0                | 0                | 0                 | 0                 | 0                 | 0                 | 0        | 0      | 0           | 0          |
| C. Wiesner    | 23               | 1                | 7                | 1                | 1                 | 0                 | 1                 | 0                 | 24       | 1      | 8           | 1          |